# Nowyj kanał
Nowyj kanał (ukr. Новий канал) – ukraińska stacja telewizyjna będąca własnością StarLightMedia, uruchomiona 15 sierpnia 1998, chociaż datę startu stacji przewidziano na 15 lipca 1998 roku.